# Fourty

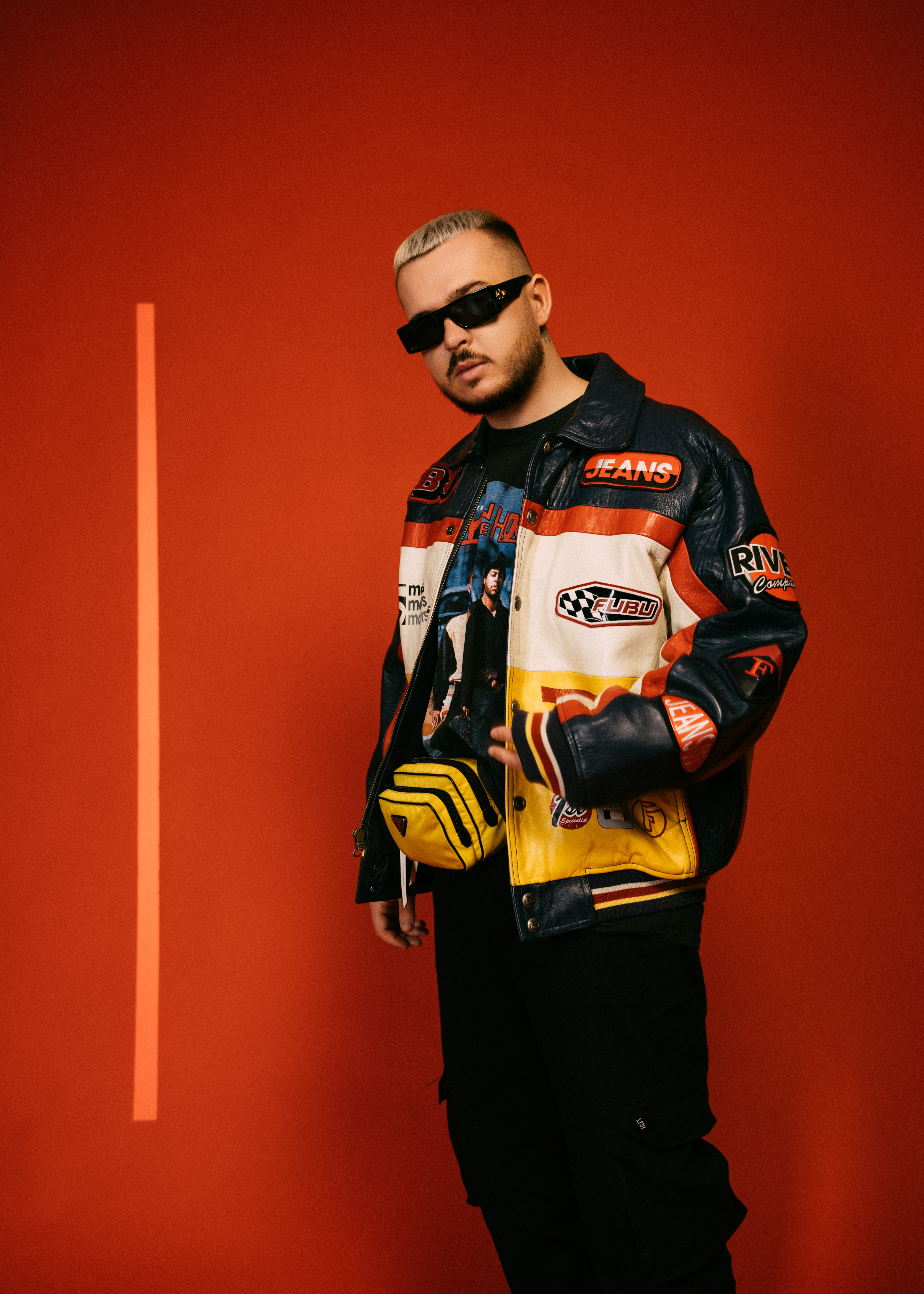
Fourty (2020)

Fourty (* 16. Juni 1995 in Winterbach als René Rackwitz) ist ein deutscher Rapper, der beim Label Life is Pain unter Vertrag steht.

## Werdegang
Fourty wurde im Sommer 1995 unter dem bürgerlichen Namen René Rackwitz in Winterbach geboren. Nachdem er zunächst eine Waldorfschule besucht hatte, wechselte er in der sechsten Klasse auf eine Hauptschule. Zwei Jahre später endete seine Schullaufbahn und Rackwitz absolvierte eine Ausbildung zum Friseur. Im Alter von 15 Jahren schrieb und produzierte er seine ersten Songs. Ab 2014 begann er unter dem Pseudonym 40CRWNS als Musiker öffentlich in Erscheinung zu treten. Neben einigen über SoundCloud veröffentlichten Freetracks erschienen mit 74 und Amour discotheque auch zwei EPs.
2017 wurde PA Sports auf den Rapper aufmerksam und kontaktierte ihn daraufhin. Im Herbst 2018 nahm der Essener 40CRWNS bei seinem Zweitlabel Dreamseller unter Vertrag. Ein Jahr später zog 40CRWNS nach Berlin, benannte sich in Fourty um und erhielt einen Künstlervertrag bei Life is Pain. Mit Aperitif erschien im November 2019 die erste Single über das Essener Label. Ende des Jahres folgten Musikvideos zu Mountain Dew und Dezember. Gemeinsam mit PA Sports nahm Fourty anschließend den Song Weil du mehr willst auf.
Im Februar 2020 erschien Weißer Rauch als erste Auskopplung seiner Debüt-EP. Als erster Song des Rappers platzierte sich die Single in den deutschen Charts. Weißer Rauch hielt sich für 22 Wochen in den Singlecharts und erreichte als Höchstposition Rang 19. Der Song wurde in Deutschland, Österreich und der Schweiz jeweils mit einer Goldenen Schallplatte ausgezeichnet. Mit Heute Nacht, einer Zusammenarbeit mit seinem Labelkollegen Jamule, Herz gegen Verstand und Wieder mal mit Monet192 folgten drei weitere Singles seiner ersten EP, die unter dem Titel London Dry im Juni erschien.
Neben eigener Veröffentlichungen trat Fourty auch als Gast auf dem Album Moeses von Moe Phoenix auf. Des Weiteren erschienen die Solo-Singles Aha und Vor der Tür, die als vierter Song in die Charts einstieg. Als weitere Kollaborationen erscheinen Egotod mit PA Sports und Moonlight mit Santos. Größere Aufmerksamkeit erhielt zudem der Song Mitternacht, den Fourty mit der Schlager-Sängerin Vanessa Mai für ihr Album Mai Tai aufgenommen hatte.

## Diskografie
Studioalben

| Jahr | Titel Musiklabel                     | Höchstplatzierung, Gesamtwochen, AuszeichnungChartplatzierungen (Jahr, Titel, Musiklabel, Platzierungen, Wochen, Auszeichnungen, Anmerkungen) | Höchstplatzierung, Gesamtwochen, AuszeichnungChartplatzierungen (Jahr, Titel, Musiklabel, Platzierungen, Wochen, Auszeichnungen, Anmerkungen) | Höchstplatzierung, Gesamtwochen, AuszeichnungChartplatzierungen (Jahr, Titel, Musiklabel, Platzierungen, Wochen, Auszeichnungen, Anmerkungen) | Anmerkungen                         |
| Jahr | Titel Musiklabel                     | DE | AT | CH | Anmerkungen                         |
| ---- | ------------------------------------ | --- | --- | --- | ----------------------------------- |
| 2021 | Afterhour Life Is Pain (UMG)         | DE32 (1 Wo.)DE | AT51 (1 Wo.)AT | CH44 (1 Wo.)CH | Erstveröffentlichung: 18. Juni 2021 |
| 2022 | Behind the Scenes Life Is Pain (UMG) | — | — | — | Erstveröffentlichung: 5. Mai 2022   |